# Periploma rosewateri
Periploma rosewateri is een tweekleppigensoort uit de familie van de Periplomatidae. De wetenschappelijke naam van de soort is voor het eerst geldig gepubliceerd in 1989 door F. R. Bernard.